# 国务院海上搜救部际联席会议
国务院海上搜救部际联席会议是中华人民共和国国务院的议事协调机构。

## 历史
2005年5月22日《国务院关于同意建立国家海上搜救部际联席会议制度的批复》(国函〔2005〕42号)，同意建立由交通部牵头的国家海上搜救部际联席会议制度，以切实加强对全国海上搜救和船舶污染事故应急反应工作的组织领导，协调、整合各方力量，形成政府统一领导、部门各司其职、快速反应、团结协作、防救结合的工作格局，提高海上突发事件应急反应能力，最大程度地减少人员伤亡、财产损失和环境污染。联席会议办公室设在交通部海事局。

## 成员
- 召集人：张春贤　　交通部部长
- 成员：
  - 徐祖远　　交通部副部长
  - 孟宏伟　　公安部副部长
  - 牛盾　　农业部副部长
  - 王陇德　　卫生部副部长
  - 盛光祖　　海关总署副署长
  - 王昌顺　　民航总局副局长
  - 梁嘉琨　　安全监管总局副局长
  - 许小峰　　气象局副局长
  - 张宏声　　海洋局副局长
  - 许纪文　　总参作战部副部长
  - 孙建国　　海军副参谋长
  - 赵忠新　　空军副参谋长
  - 刘红军　　武警部队副参谋长
  - 刘功臣　　交通部海事局常务副局长